# Juan Carlos Carpico
Juan Carlos Carpico (Valencia, 26 de diciembre de 1973) es un ingeniero civil venezolano, con especialidad en estructuras que ha trabajado en importantes proyectos de ingeniería tanto privados como públicos. La gerencia de empresas constructoras y recientemente el tema de "gerencia de ciudad" son el núcleo de su actividad laboral. Es reconocido por ser parte de la construcción del Metro de Valencia (Venezuela).  Adicionalmente incursionó en la agenda política de Venezuela fundando el partido Progreso, organización política liberal de derecha y es reconocido por su férrea oposición  a las políticas socialistas.  Actualmente es Asesor en el área de la construcción. 

## Biografía
De padres inmigrantes, nació en Valencia (Carabobo), 26 de diciembre de 1973. Su padre Sante Carpico nació en Sora, un pequeño poblado en el centro-sur de Italia. Su madre, María Dolores Dieguez Riobó, nació en La Coruña (España). Junto a su hermano mayor y su hermana menor creció en un hogar humilde de emigrantes. Su padre trabajó como barbero, luego apicultor, comerciante y actualmente se dedica a la construcción. Su madre, de profesión peluquera, montó un salón de belleza en el Centro comercial Zugran, en la avenida Bolívar (Valencia) y actualmente está retirada como ama de casa. 
Hasta los ocho años vivió en Los Guayos y estudio en el Colegio Teresiano en Guacara. En 1982 se mudan al Trigal y se cambia al colegio Juan XXIII donde se gradúa de bachiller en el año 1991 con honores. En 1990 participó en la prueba de selección del Programa Galileo de la Fundación Gran Mariscal de Ayacucho y gana un beca para cursar estudios superiores en Alemania.
En septiembre de 1991 viaja a Alemania, inicialmente llega a un pequeño pueblo ubicado en el sur llamado Radolfzell am Bodensee donde pasa 5 meses estudiando el idioma en el Carl Duisberg Centrum y continua los estudios en la ciudad de Múnich donde aprueba el último nivel requerido del idioma. A finales del año 1992 y durante un año se muda a la ciudad de Darmstadt donde revalida el título de bachiller, requisito este necesario antes de entrar a la universidad. En el año 1993 ingresa en la universidad de Stuttgart de Alemania y se gradúa de Ingeniero Civil (Diplom-Bauingenieur) con maestría y especialización en estructuras. Específicamente en las materias de estática (mecánica), geotecnia y diseñador estructural, siendo su fuerte la construcción de túneles y puentes.
En el año 2001 cumpliendo con el contrato de la beca, regresa a trabajar en Venezuela. Unos años después se inscribe en la Universidad de Carabobo y en el año 2008 obtiene también el título de ingeniero civil. Luego de múltiples años encargado de la gerencia de obras profundiza sus estudios en el área de administración en el IESA Instituto de Estudios Superiores de Administración y se gradúa en la promoción 49 del PAG, o Programa Avanzado de Gerencia. 
El año 2010 fundó la Asociación Civil Propuestas para Valencia (ProValencia) como una institución para llevar a cabo planes y proyectos factibles para el municipio Valencia, Carabobo, Venezuela. Fue columnista de medios como el semanario Prisma con un artículo llamado "La Rebelión del Atlas", donde deja claro su visión libertaria y valores como el trabajo, la libre empresa, y la productividad. También publicó por 2 años la columna "Propuestas para Valencia" en el portal informativo Agencia Carabobeña de Noticias.
En el año 2013, fundó el partido político Progreso, el cual impulsó la candidatura de todos los candidatos de la MUD y especialmente la de Miguel Cocchiola, logrando el triunfo en la alcaldía de Valencia con 56,3% de los votos válidos el 6 de diciembre de 2013. Como parte de su labor política, impulsa desde el Partido Progreso, asambleas donde se dictan asesorías para la autogestión a las comunidades que conforman el municipio Valencia, promoviendo los principios de descentralización como forma exitosa de gobierno.
En el mes de diciembre de 2010 se casa con Marianela Ochoa, es padre de dos hijos, Malena y Santino y actualmente sigue viviendo y trabajando en Venezuela

## Carrera profesional
Desde su paso por la Universidad de Stuttgart comenzó a trabajar en el Instituto de Geotécnia de esa casa de estudios. Allí fue preparador de clases prácticas y ejercicios computarizados, responsable del laboratorio y encargado de resolver diversos problemas geotecnicos con el uso de software de elementos finitos. 
En el año 2001 regresa a Venezuela y comienza a trabajar para la empresa Ghella en la construcción del Metro de Valencia. Durante 2 años estuvo encargado de controlar los asentamientos  en la superficie producto de la excavación y coordinar el mantenimiento de la máquina excavadora de túnel entre otras actividades. Posteriormente fue encargado de la construcción de los túneles en Mariara y San Juaquin. Su responsabilidad consistía en el estudio del terreno en el frente de excavación, la selección del tipo de fortificación y mantener las estadísticas de cantidad, velocidad y avance de obra. 
En el año 2005 se encarga de la gerencia de obra de una empresa contratista. Principalmente se dedica a la licitación de obras y servicios públicos.  En el año  2009 pasa a ocupar el cargo de gerente general en Grupo Vamilco, una empresa promotora y constructora de unidades de viviendas, centros comerciales e instalaciones industriales. 
A partir de diciembre del año 2013 asume el cargo de director general de Operaciones en la alcaldía de Valencia. Creó su propia empresa consultora en el área de construcción y gerencia de ciudad, llamada Carpico Group.